# Afrika-Meisterschaften im Straßenradsport 2022
Die 16. Afrika-Meisterschaften im Straßenradsport wurden vom 23. bis 27. März in der ägyptischen Hafenstadt Scharm El-Scheich ausgetragen. Ursprünglich sollten die Meisterschaften in Burkina Faso stattfinden. Wegen des dortigen Militärputsches wurden sie jedoch kurzfristig nach Ägypten verlegt.

## Beteiligung
Es beteiligten sich 171 Athleten aus 22 afrikanischen Nationen, und zwar aus Ägypten, Algerien, Äthiopien, Benin, Botswana, Burkina Faso, Burundi, Elfenbeinküste, Eritrea, Ghana, Guinea, Kamerun, Mali, Marokko, Mauritius, Nigeria, Ruanda, Simbabwe, Südafrika, Tansania, Tunesien und Uganda. Ursprünglich waren auch Teilnehmer aus Angola, Eswatini und Guinea-Bissau gemeldet, die letztlich aber zurückziehen mussten.
Einige der stärksten Fahrer aus Südafrika und Eritrea konnten nicht an den Meisterschaften teilnehmen, da sie zeitgleich für ihre Profi-Teams in den Rennen der UCI-World-Tour engagiert waren, wo Biniam Girmay mit Gent–Wevelgem als erster Afrikaner überhaupt einen Klassiker gewinnen konnte. Die Beteiligung der mauritischen Mannschaft, die vier Medaillen gewinnen sollte, stand zwischendurch in Zweifel, nachdem ihnen bei einem Trainingscamp in Südafrika die Fahrräder gestohlen worden waren.

## Ablauf
- 23. März: Mannschaftszeitfahren Juniorinnen, Junioren, Frauen, Männer
- 24. März: Einzelzeitfahren Juniorinnen, Junioren, Frauen, Männer
- 25. März: Mixed-Staffel
- 26. März: Straßenrennen Juniorinnen und Junioren
- 27. März: Straßenrennen Frauen und Männer

Die Rennen für Frauen und Männer umfassten die Alterskategorien U23 und Elite. Bei jedem dieser Rennen gab es jeweils ein Gesamtklassement mit beiden Alterskategorien und zusätzlich eine gesonderte Wertung der U23. Für beide Klassements wurde eine Siegerehrung durchgeführt mit Vergabe von Trikots und Medaillen.
Wie schon im Vorjahr war das Siegertrikot bei den männlichen Kategorien weiß und bei den weiblichen Kategorien rosa gefärbt.

## Ergebnisse

### Männer
Straßenrennen: 50 der 77 gestarteten Fahrer kamen nach 150,6 km ins Ziel.
| Rang | Teilnehmer                  | Zeit      |
| ---- | --------------------------- | --------- |
| 1    | Henok Mulubrhan             | 3:41:53 h |
| 2    | Reinardt Janse van Rensburg | gl. Zeit  |
| 3    | Hamza Amari                 | gl. Zeit  |

Einzelzeitfahren: Die Streckenlänge betrug 44,4 km. 24 der 26 Starter kamen ins Ziel, ein Athlet trat den Wettbewerb nicht an.
| Rang | Teilnehmer            | Zeit       |
| ---- | --------------------- | ---------- |
| 1    | Gustav Basson         | 57:03 min  |
| 2    | Henok Mulubrhan       | + 0:06 min |
| 3    | Jean Bosco Nsengimana | + 0:57 min |

Mannschaftszeitfahren: Es gingen zehn Teams aus Ägypten, Algerien, Äthiopien, Benin, Burkina Faso, Eritrea, Marokko, Mauritius, Ruanda und Südafrika auf die 42,6 km lange Strecke.
| Rang | Mannschaft                                                                            | Zeit       |
| ---- | ------------------------------------------------------------------------------------- | ---------- |
| 1    | Eritrea (Dawit Yemane, Aklilu Gebrehiwet, Henok Mulubrhan, Mikiel Habtom)             | 52:10 min  |
| 2    | Südafrika (Gustav Basson, Callum Ormiston, Kent Main, Reinardt Janse van Rensburg)    | + 0:06 min |
| 3    | Algerien (Salah Eddine Ayoubi Cherki, Islam Mansouri, Azzedine Lagab, Hamza Mansouri) | + 0:10 min |

### Frauen

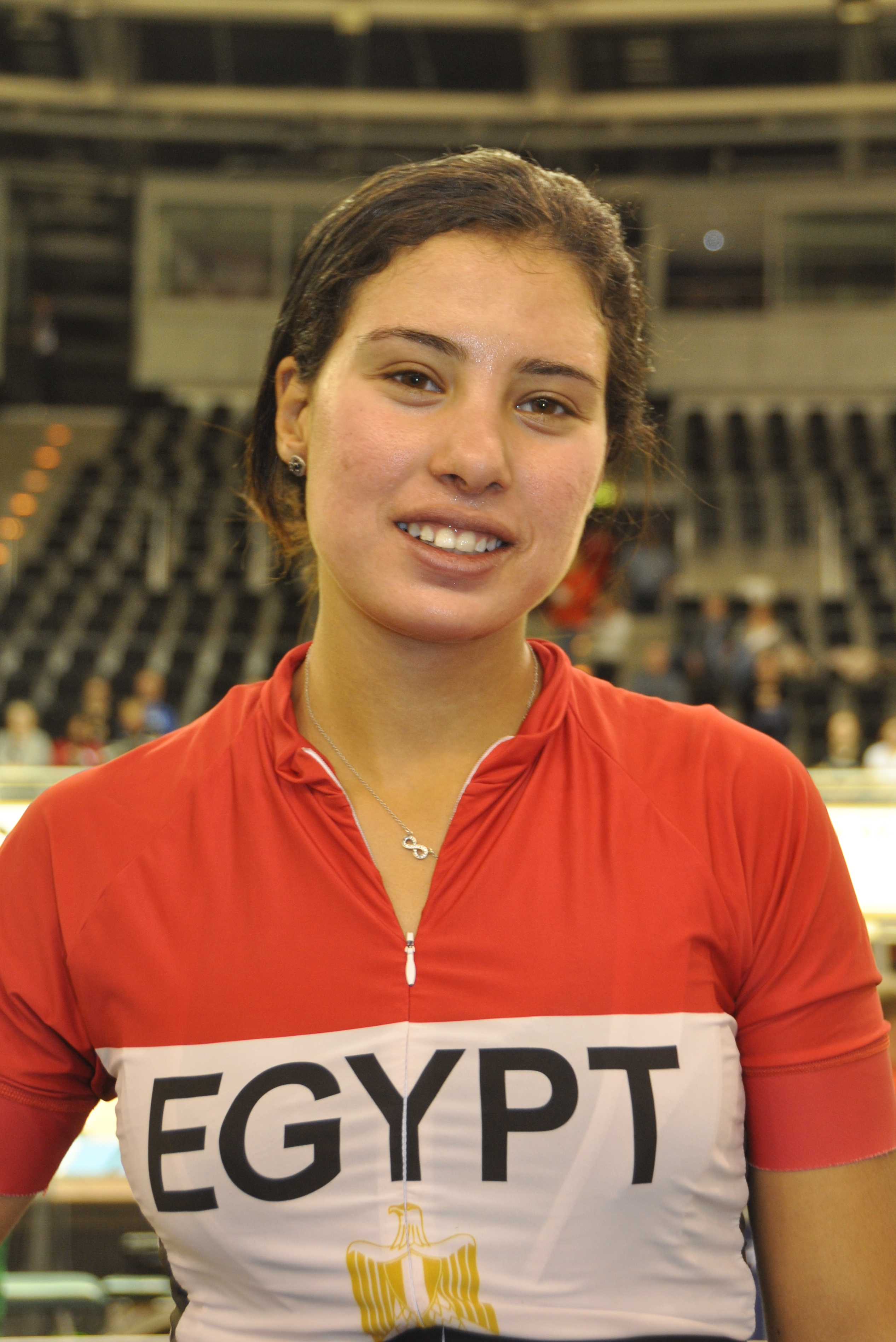
Ebtisam Zayed

Straßenrennen: Es waren 35 Fahrerinnen gemeldet. Von diesen kamen 31 in die Wertung, eine Fahrerin trat nicht an, zwei gaben unterwegs auf, und eine überschritt das Zeitlimit. Die Streckenlänge betrug 85,8 km.
| Rang | Teilnehmerin       | Zeit      |
| ---- | ------------------ | --------- |
| 1    | Ebtisam Zayed      | 3:07:55 h |
| 2    | Kimberley Le Court | gl. Zeit  |
| 3    | Awa Bamogo         | gl. Zeit  |

Einzelzeitfahren: Die Streckenlänge betrug 29,4 km. Es gab 19 Teilnehmerinnen, zwei der Gemeldeten traten nicht an.
| Rang | Teilnehmerin   | Zeit       |
| ---- | -------------- | ---------- |
| 1    | Nesrine Houili | 44:09 min  |
| 2    | Ebtisam Zayed  | + 0:13 min |
| 3    | Kerry Jonker   | + 1:03 min |

Mannschaftszeitfahren: Es gingen sieben Teams aus Ägypten, Äthiopien, Eritrea, Burkina Faso, Marokko, Mauritius und Ruanda an den Start der 42,6 km langen Strecke.
| Rang | Mannschaft                                                                                   | Zeit       |
| ---- | -------------------------------------------------------------------------------------------- | ---------- |
| 1    | Eritrea (Monaliza Araya, Adiam Dawit, Milena Fafiet, Danait Fitsum)                          | 1:02:32 h  |
| 2    | Mauritius (Raphaelle Lamusse, Celia Halbwachs, Lucie de Marigny-Lagesse, Kimberley Le Court) | + 1:09 min |
| 3    | Ägypten (Ebtisam Zayed, Habeba Eliwa, Nada Aboubalash, Rehab Elsherbini)                     | + 5:38 min |

### Mixed
Team-Staffel: Die sieben Mannschaften aus Ägypten, Äthiopien, Burkina Faso, Eritrea, Marokko, Mauritius und Ruanda absolvierten je zwei Runden von 21 Kilometern Länge.
| Rang | Mannschaft | Zeit       |
| ---- | --- | ---------- |
| 1    | Mauritius (Christopher Rougier-Lagane, Alexandre Mayer, Aurélien de Comarmond, Raphaelle Lamusse, Lucie de Marigny-Lagesse, Kimberley Le Court) | 56:30 min  |
| 2    | Eritrea (Monaliza Araya, Milena Fafiet, Feven Haile, Dawit Yemane, Aklilu Gebrehiwet, Mikiel Habtom)                                            | + 0:53 min |
| 3    | Ägypten (Ebtisam Zayed, Habeba Eliwa, Rehab Elsherbini, Ahmed Saad, Youssef Abouelhassan, Assem Khalil)                                         | + 1:53 min |

### Männer U23
Straßenrennen: Im Straßenfahren der Männer traten 29 Teilnehmer der U23-Kategorie an. Der Bestplatzierte von ihnen war der Algerier Hamza Amari, zugleich Dritter der Elite-Kategorie.
| Rang | Teilnehmer            | Zeit       |
| ---- | --------------------- | ---------- |
| 1    | Hamza Amari           | 3:41:53 h  |
| 2    | Mohamed Amine Nhari   | gl. Zeit   |
| 3    | Tiano Miguel Da Silva | + 0:38 min |

Einzelzeitfahren: Im Einzelzeitfahren der Männer traten acht Teilnehmer der U23-Kategorie an, die ersten drei waren:
| Rang | Teilnehmer                 | Zeit       |
| ---- | -------------------------- | ---------- |
| 1    | Byiza Renus Uhiriwe        | 59:04 min  |
| 2    | Youssef Ahmed              | + 3:11 min |
| 3    | Salah Eddine Ayoubi Cherki | + 3:40 min |

### Frauen U23
Straßenrennen: Im Straßenrennen der Frauen traten 17 Teilnehmerinnen der U23-Kategorie an.
| Rang | Teilnehmerin   | Zeit      |
| ---- | -------------- | --------- |
| 1    | Nesrine Houili | 3:07:55 h |
| 2    | Habeba Eliwa   | gl. Zeit  |
| 3    | Minata Soro    | + 0:04    |

Einzelzeitfahren: Im Einzelzeitfahren der Frauen traten sieben Teilnehmerinnen der U23-Kategorie an, darunter die Gesamtsiegerin Nesrine Houili aus Algerien.
| Rang | Teilnehmerin   | Zeit       |
| ---- | -------------- | ---------- |
| 1    | Nesrine Houili | 44:09 min  |
| 2    | Danait Fitsum  | + 1:07 min |
| 3    | Adiam Dawit    | + 2:05 min |

### Junioren
Straßenrennen: 33 Fahrer waren für den 85,8 km langen Parcours gemeldet, von denen 6 wegen Zeitüberschreitung nicht in die Wertung kamen.
| Rang | Teilnehmer             | Zeit      |
| ---- | ---------------------- | --------- |
| 1    | Yoel Habteab           | 2:14:09 h |
| 2    | Aklilu Arefayne        | gl. Zeit  |
| 3    | Samuel Queveauvilliers | gl. Zeit  |

Einzelzeitfahren: Die Streckenlänge betrug 29,4 km, an den Start gingen 20 der 22 gemeldeten Fahrer.
| Rang | Teilnehmer       | Zeit       |
| ---- | ---------------- | ---------- |
| 1    | Aklilu Arefayne  | 40:20 min  |
| 2    | Yonas Tekie      | + 0:10 min |
| 3    | Francois Hofmeyr | + 0:59 min |

Mannschaftszeitfahren: Es gingen sechs Teams aus Ägypten, Algerien, Eritrea, Marokko, Mauritius und Südafrika an den Start der 21 km langen Strecke.
| Rang | Mannschaft                                                                          | Zeit       |
| ---- | ----------------------------------------------------------------------------------- | ---------- |
| 1    | Eritrea (Even Redase, Yonas Tekie, Aklilu Arefayne, Yoel Habteab)                   | 26:47 min  |
| 2    | Algerien (Abderrahmane Ksir Mohamed, Oussama Khelaf, Mohamed Medjadji, Riad Bakhti) | + 0:18 min |
| 3    | Ägypten (Abdulla Afify, Mahmoud Bakr, Begad Saad)                                   | + 1:09 min |

### Juniorinnen
Straßenrennen: 19 Fahrerinnen gingen auf den 64,2 km langen Parcours.
| Rang | Teilnehmerin     | Zeit       |
| ---- | ---------------- | ---------- |
| 1    | Caitlin Thompson | 2:19:14 h  |
| 2    | Romna Guesh      | + 0:01 min |
| 3    | Aline Uwera      | gl. Zeit   |

Einzelzeitfahren: 13 Fahrerinnen bestritten den 14,4 km langen Parcours.
| Rang | Teilnehmerin     | Zeit       |
| ---- | ---------------- | ---------- |
| 1    | Caitlin Thompson | 22:24 min  |
| 2    | Raja Chakir      | + 1:46 min |
| 3    | Saron Tekie      | + 2:21 min |

Mannschaftszeitfahren: Es gingen drei Teams an den Start der 21 km langen Strecke.
| Rang | Mannschaft                                                                  | Zeit       |
| ---- | --------------------------------------------------------------------------- | ---------- |
| 1    | Eritrea (Saron Tekie, Romna Guesh, Fahawit Teklu, Rahel Zeresenay)          | 33:40 min  |
| 2    | Marokko (Raja Chakir, Salma Benzaaboul, Wiame Elmaaroufi, Yasmine Bouchiha) | + 2:09 min |
| 3    | Ägypten (Gana Eliwa, Bsmala Hassan, Aalaa Ali, Mennalaah Belal)             | + 3:22 min |

## Medaillenspiegel
| Rang   | Land           | Gold | Silber | Bronze | Gesamt |
| ------ | -------------- | ---- | ------ | ------ | ------ |
| 1      | Eritrea        | 7    | 6      | 2      | 15     |
| 2      | Algerien       | 4    | 2      | 3      | 9      |
| 3      | Südafrika      | 3    | 2      | 3      | 8      |
| 4      | Ägypten        | 1    | 3      | 4      | 8      |
| 5      | Mauritius      | 1    | 2      | 1      | 4      |
| 6      | Ruanda         | 1    | 0      | 2      | 3      |
| 7      | Marokko        | 0    | 2      | 0      | 2      |
| 8      | Burkina Faso   | 0    | 0      | 1      | 1      |
| 8      | Elfenbeinküste | 0    | 0      | 1      | 1      |
| Gesamt | Gesamt         | 17   | 17     | 17     | 51     |